# STAR BEAT!〜ホシノコドウ〜
『STAR BEAT!〜ホシノコドウ〜』（スタービート ホシノコドウ）は、2016年8月3日に発売されたPoppin'Partyの2ndシングルである。
表題曲「STAR BEAT!〜ホシノコドウ〜」はテレビアニメ『BanG Dream!』第1期の第8話と第2期の第11話の挿入歌に起用された。
通常盤（BRMM-10044）とBlu-ray付生産限定盤（BRMM-10045）の二種類がリリースされた。また、両盤共通の初回生産特典として「Poppin’Party 2ndライブ チケット先行抽選申込券」が封入されていた。

## 収録曲
- 全作詞：中村航、全作曲：上松範康（Elements Garden）、全編曲：藤永龍太郎（Elements Garden）[4]

▲はボイストラックを示す。
CD（生産限定盤・通常盤共通）
1. STAR BEAT!〜ホシノコドウ〜 ［5:19］
  - テレビアニメ『BanG Dream!』第8話挿入歌
2. 夏空 SUN! SUN! SEVEN! ［4:39］
3. STAR BEAT!〜ホシノコドウ〜（instrumental）
4. 夏空 SUN! SUN! SEVEN!（instrumental）
5. 夏休みの過ごし方〜戸山香澄〜▲ ［1：38］
  - 出演：戸山香澄（愛美）
6. 夏休みの過ごし方〜花園たえ〜▲ ［1：13］
  - 出演：花園たえ（大塚紗英）
7. 夏休みの過ごし方〜牛込りみ〜▲ ［1：47］
  - 出演：牛込りみ（西本りみ）
8. 夏休みの過ごし方〜山吹沙綾〜▲ ［1：52］
  - 出演：山吹沙綾（大橋彩香）
9. 夏休みの過ごし方〜市ヶ谷有咲〜▲ ［1：36］
  - 出演：市ヶ谷有咲（伊藤彩沙）

Blu-ray（生産限定盤のみ）
- STAR BEAT!〜ホシノコドウ〜（アニメーションミュージックビデオ）[1]

## パフォーマンス
「BanG Dream! 5th☆LIVE」の初日にあたる「Poppin’Party HAPPY PARTY 2018!」にて、「STAR BEAT!〜ホシノコドウ〜」のアコースティックバージョンが披露された。同バージョンについてアキバ総研の中里キリは、「今度はゆったりしたテンポで、しっとりした歌声を響かせた。」と表現しており、バンドの音とメインボーカルが抑えられている分コーラスの存在感が増しているとも述べ、音数が少ない分、伊藤のキーボードの上達が感じられてうれしいともしている。
2020年8月に行われた「BanG Dream! 8th☆LIVE 夏の野外3DAYS」の最終日にて、「夏空SUN! SUN! SEVEN!」が披露された際、Poppin'Partyのメンバー全員が演奏せずにダンスをする場面や、大橋と伊藤が観客に向けて水鉄砲を発射する場面があり、アニメ!アニメ!のCHiRO★は同イベントのレポートの中で、このバンドらしい無邪気さを感じ、安定感があったと述べている。

## 評価
「STAR BEAT!〜ホシノコドウ〜」について、CDJournalのミニレビューでは、ステージ映えするであろう、パワフルでかわいい王道アイドル・ソングであると評されている。

## ミュージックビデオ
「STAR BEAT!〜ホシノコドウ〜」のミュージックビデオは2016年7月7日に公開された。
- 監督 - 大槻敦史
- 絵コンテ - 滝山真哲
- 演出 - 野中剛
- キャラクター原案 - ひと和
- キャラクターデザイン - 仁多マツコ
- 総作画監督 - 谷口義明
- 美術監督 - Scott MacDonald
- 色彩設計 - 小島真喜子
- CGIディレクター - 松浦真也
- CGI - SMDE
- 撮影監督 - 魚山真志、中田智之
- 編集 - 新見元希
- アニメーション制作 - ISSEN × XEBEC